# Heath, Massachusetts
Heath är en kommun (town) i Franklin County i delstaten  Massachusetts, USA. Vid folkräkningen år 2010 bodde 706 personer på orten. Den har enligt United States Census Bureau en area på totalt 64,6 km² varav 0,1 km² är vatten.